# Toma Bašić
Toma Bašić (ur. 25 listopada 1996 w Zagrzebiu) – chorwacki piłkarz grający na pozycji pomocnika w Salernitana.

## Życiorys
W czasach juniorskich trenował w NK Zagreb, NK Rudeš i Hajduku Split. W latach 2014–2018 był piłkarzem seniorskiej drużyny tego ostatniego. W sezonie 2014/2015 przebywał na wypożyczeniu w NK Rudeš. Po powrocie do Hajduka zadebiutował w rozgrywkach Prvej hrvatskiej nogometnej ligi – miało to miejsce 10 sierpnia 2015 w wygranym 2:1 meczu z NK Lokomotiva Zagrzeb. 8 sierpnia 2018 odszedł za 3,5 miliona euro do francuskiego Girondins Bordeaux. Jego pierwszym meczem w Ligue 1 było przegrane 0:2 spotkanie z RC Strasbourg. 25 sierpnia 2021 odszedł do włoskiego S.S. Lazio.